# Isla Choros
Isla Choros se encuentra ubicada en la Región de Coquimbo, al norte de Chile, y es una de las islas que componen la Reserva Nacional Pingüino de Humboldt, junto a Isla Damas e Isla Chañaral. Posee 291,7 ha y cuenta con una variada fauna, compuesta por pingüinos de Humboldt y de Magallanes, lobos marinos, elefantes marinos, chungungos, delfines, ballenas, y una gran cantidad de aves.

## Clima
El clima es templado, con abundante nubosidad matinal, despejándose al mediodía y dando paso a un sol intenso en verano. La precipitación anual es de 30 mm y la temperatura media anual es de 18 °C.

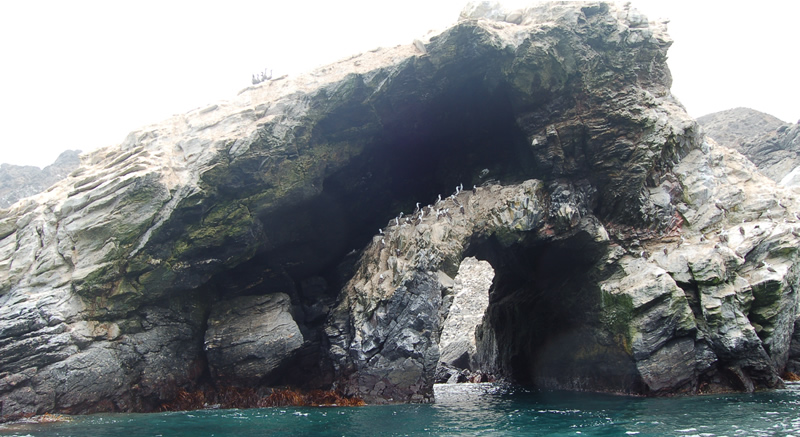
Roqueríos de Isla Choros.

## Fauna
La especie más importante presente en la isla es el pingüino de Humboldt (Spheniscus humboldti), pero además se pueden encontrar colonias de lobos de mar común, chungungos, yaca, pingüino magallánico y delfín nariz de botella.
En cuanto a la avifauna, es posible observar aguiluchos, pequenes, liles, guanays, yecos, piqueros, pelícanos, jotes, pilpilenes, gaviotínes sudamericanos y al yunco. También es posible ver en las cercanías de la isla: tortugas marinas, toninas, albatroces, cormoranes y, en las zonas circundantes a la isla de Chañaral, ballenas. Normalmente se pueden apreciar en períodos estivales (desde septiembre a marzo).
En los roqueríos se encuentra una gran cantidad de ventanas formadas por la acción del mar, lo que, junto a las loberas y colonias de pingüinos, proporcionan al visitante un espectáculo natural de incalculable belleza.

## Conservación y Restauración
En 2013, la Corporación Nacional Forestal de Chile (CONAF), en colaboración con Island Conservation, retiró conejos invasores de la isla Choros, los cuales afectaban al pingüino Humboldt, al yunco peruano y a la industria del ecoturismo local. Desde 2014, hemos visto volver la salud ecológica de la isla gracias al retorno de los campos de Alstroemeria philippii y el aumento de yuncos peruanos en busca de madrigueras. En 2018, los aliados declararon que la eliminación de conejos invasores de la Reserva Nacional del Pingüino Humboldt había sido un éxito.

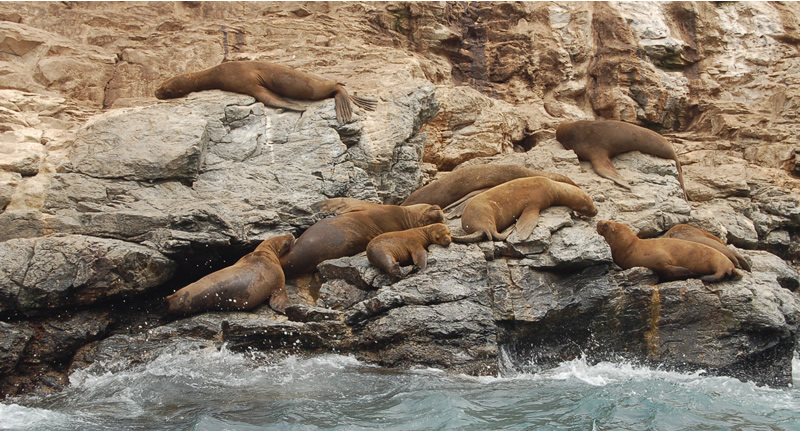
Lobos Marinos de Isla Choros.